# Offshore bankovnictví
Offshore banky jsou regulovány mezinárodní bankovní licencí (často nazývanou offshore licencí), která obvykle zakazuje bance vedení jakékoliv podnikatelské aktivity v jurisdikci založení. Kvůli menším regulacím a transparentnosti, bankovní účty v offshore bankách se často využívaly k ukrytí nenahlášeného, často až nelegálního příjmu. Od 80. let 20. století se oblastem, které poskytují ve velké míře finanční služby klientům bez trvalého pobytu, říká offshore finanční centra. Tyto oblasti, které často nejsou vůbec, nebo jen málo daňově zatíženy, jsou také nazývány daňovými ráji.
S globálními zásahy programů CFT (boje proti financování terorismu) a AML (proti praní špinavých peněz) se offshore bankovní sektor ve většině regionech stal předmětem změny regulací a předpisů. Od roku 2000,  FATF (Finanční akční výbor) vytváří a aktualizuje tzv. černou listinu zemí nebo územních celků (NCCTs), které nespolupracují v globálním boji proti praní špinavých peněz a financování terorismu.
Účet u zahraniční offshore banky je obvykle nazýván offshore bankovní účet. Jedinec nebo společnost si zřídí offshore bankovní účet, právě kvůli finančním a právním výhodám, které dané instituce nabízí, včetně:
- většího soukromí (viz bankovní tajemství, zákon vytvořen spolu se Švýcarským bankovním zákonem z roku 1934)
- nízkých nebo nulových daňových zatížení
- jednoduchého přístupu k vkladu (alespoň z hlediska regulace)
- ochrany proti místní, politické nebo finanční nestabilitě

Pojem „offshore“ pochází z Normanských ostrovů, které nejsou fyzicky spojeny s Velkou Británií a nachází se na moři. Přestože se značná část offshore bankovních institucí nalézá na ostrovních státech, tento pojem zahrnuje i jakékoliv bankovní instituce, jež nabízí stejné výhody. Patří sem tedy i bankovní instituce, které se nachází v Andoře, Lucembursku a Švýcarsku.
Offshore banky jsou často spojovány s šedou ekonomikou, organizovaným zločinem, daňovými úniky a praním špinavých peněz; každopádně, z legálního hlediska, offshore bankovnictví nebrání majetku před započtením daně z příjmu fyzických osob. Kromě některých subjektů, které splňují složité požadavky ( např. “věční cestovatelé”), zákony o příjmu z daní fyzických osob některých států (např. Francie, Malajsie nebo USA) nerozlišují zisk, který vznikl v lokální nebo zahraniční bance. Osoby, podléhající americké dani z příjmu, jsou povinny doložit pod hrozbou pokuty za křivou výpověď všechny zahraniční bankovní účty (mohou to být  i číslované bankovní účty), které vlastní. Dle zákona o bankovním tajemství, offshore banky mají právo a mohou se rozhodnout neinformovat jiné daňové úřady o příjmu klientů, což ale neznamená, že jde o postup zcela legální,
V návaznosti na útoky z 11. září 2001 se zvýšila snaha zpřísnit regulace na mezinárodním finančním trhu, konkrétně v oblasti offshore bankovnictví, v daňových rájích a v klíringu jako je Clearstream, jenž sídlí v Lucembursku – tyto oblasti se mohou stát prostředkem pro ilegální tok peněz.

## Popis

### Rámec působení offshore bankovnictví
Offshore bankovnictví tvoří značnou část mezinárodního finančního systému. Odborníci věří, že offshore bankami proudí až polovina kapitálu z celého světa. Daňové ráje mají 1,2 % světové populace a 26 % světového bohatství, včetně 31 % zisků z nadnárodních společností ve Spojených státech. Odhaduje se, že se v offshore účtech nachází 13–20 biliónů liber.
Okolo 3 biliónů dolarů je ve vkladech v daňových rájích a zbytek je uložen v cenných papírech, držených mezinárodními obchodními společnostmi a svěřenskými fondy. V rámci offshore bank, švýcarské banky drží přibližně 35 % světových soukromých a institucionálních fondů (nebo 3 bilióny švýcarských franků) a Kajmanské ostrovy (1.9 biliónu dolarů ve vkladech) jsou pátým největším bankovním centrem, celosvětově, v rámci vkladů. Na druhou stranu, nedávno zveřejněná data Švýcarskou národní bankou ukazují, že aktiva, držená cizinci ve švýcarských bankách, se snížila o 28,1 % mezi lednem 2008 a listopadem 2009.
Vklady v daňových rájích jsou až 3 bilióny amerických dolarů, zbytek (cenné papíry) jsou drženy v mezinárodních obchodních společnostech (IBC) a svěřenských fondech. Mezi offshore bankami mají švýcarské banky až 35 % světových soukromých a institucionálních fondů (nebo 3 biliony švýcarských franků), a Kajmanské ostrovy jsou pátým největším bankovním světovým centrem, pokud jde o vklady. Ty dosahují výše až 1,9 bilionů amerických dolarů.

### Bankovní služby
Je možné získat celou řadu finančních služeb z offshore bank, včetně:
- Spořící účty
- Podniková správa
- Kredit
- Přijímání vkladů
- Směna
- Správa fondů
- Správa a úschova investic
- Debetní a kreditní karty
- Dopisy o úvěru a financování obchodu
- Služby správce
- Bankovní a elektronické převody

Ne každá banka poskytuje všechny služby. Banky mají tendenci polarizovat mezi retailovými službami a soukromými bankovními službami. Retailové služby bývají málo nákladné a nediferencované, zatímco soukromé bankovní služby přinášejí klientům sady osobních služeb.

### Rozsah potenciálních daňových příjmů
Za předpokladu i toho nejnižšího odhadu, a to 13 biliónů liber uložených v offshore bankách a že celá částka by podléhala zdanění a dále, že z těchto peněz nejde do státní kasy žádná daň (nikdo neplatí daně v offshore holdingových organizacích), a pokud by tato aktiva vynesla 3% zisk v úrocích pro jejich vkladatele, kteří by byli zdaněni 30% daní z příjmu, tak by tyto offshore fondy vygenerovaly až 121 miliónů liber v příjmu z daní.

### Vlastnictví
Podle reportáže Merrill Lynchové a firmy Capgemini SE o celosvětovém bohatství za rok 2000, jedna třetina bohatství nejmajetnějších lidí planety – přibližně 6 biliónů z celkových 17.5 biliónů dolarů – mohlo být uloženo v offshore bankách. Velká část, 6.3 biliónu amerických dolarů, těchto offshororových majetků vlastní jen 0,001 % lidí z celého světa (asi 92 000 superbohatých jedinců). Jednoduše řečeno, to odráží nepříjemnosti spojené se založením těchto účtů, ovšem ne že by tento druh bankovních účtů byl pouze pro bohaté. Kdokoliv si může založit offshore bankovní účet a čerpat tak jeho výhody.

## Výhody a nevýhody

### Výhody offshore bankovnictví
Offshore banky mohou poskytnout přístup do politicky a ekonomicky stabilních území. To je výhodou pro obyvatele z oblastí politických nepokojů, kteří se bojí, že jejich jmění může být zmrazeno, zabaveno nebo ztraceno (viz corralito, Ekonomická krize v Argentině). Často se argumentuje vůči tomuto názoru tím, že rozvinuté země s regulovaným bankovním systémem nabízí ty samé výhody, v rámci stability.
- Některé offshore banky mohou pracovat s nižšími náklady a poskytnout vyšší úroky než v zemi, ve které lidé žijí, a to díky nižším režijním nákladům a absenci zásahů vlády. Obhájci offshore bankovnictví často charakterizují vládní regulace jako formu daně pro domácí banky, která snižuje úrokové sazby z vkladů. To už není vždy pravdou; současně jsou úrokové sazby v zemích s offshore bankovnictvím velmi podobné jako v těch domácích.
- Offshore bankovnictví je jedním z mála odvětví, společně s turistickým ruchem, ve kterém mohou odlehlé ostrovní státy být konkurenceschopnými. Může to pomoci rozvojovým zemím najít zdrojové investice a podpořit růst jejich ekonomik, a také přerozdělit světové finance z rozvinutých do rozvojových zemí. Ale stejně také rozvinuté země, jako třeba Nový Zéland, s dobrými zdroji mohou poskytnout bezpečné a dobře spravované zázemí pro finanční služby.
- Úroky jsou vypláceny offshore bankami bez odečtení daně. To je výhodou pro jedince, kteří neplatí daně ze zahraničních příjmů, nebo kteří neplatí daně do doby, než je sjednáno daňové přiznání nebo pro ty, kteří chtějí ilegálně krátit stát na daních tím, že skrývají příjem z úroků.
- Některé offshore banky nabízí bankovní služby, které nemusí být nabízeny domácími bankami. Mezi tyto služby mohou patřit: anonymní bankovní účty, vyšší nebo nižší úrokové půjčky závisející na riziku nebo investičních příležitostech.
- Offshore bankovnictví je často spojeno s dalšími strukturami: offshore společnostmi, trusty a fondy, které mohou mít určité daňové výhody a řešení bezpečnostních bank začleněných do určitých jurisdikcí.

### Nevýhody offshore bankovnictví
- Zahraniční bankovní účty jsou někdy méně finančně zabezpečené než domácké. Například v době bankovní krize, která v roce 2008 zachvátila svět, přišli někteří klienti offshore bank o finanční prostředky, které nebyly pojištěny v zemi, v níž byly uloženy. Ti, kteří uložili své finance ve standardních bankách, obdrželi všechny své peníze zpět. V roce 2009 úřady na ostrově Man poukázaly na to, že 90 % žadatelů bylo vyplaceno, ačkoli se to týkalo pouze počtu osob, které obdržely peníze ze svého systému odškodnění vkladatelů, a nikoli částky vrácené.[8] Ve skutečnosti bylo splaceno pouze 40 % prostředků vkladatelů: 24,8 % v září 2009 a 15,2 % v prosinci 2009[9].
- Offshoreové i standardní bankovní instituce obvykle využívají systémy odškodnění vkladatelů. Např. kompenzační plán ostrova Man[10] poskytuje záruku 50 tisíc liber na vklady na jednotlivého vkladatele nebo 20 tisíc liber pro zbylé druhy vkladatelů (společné vkladatele). Případný zájemce by si měl být vědom, že veškeré vklady nad stanovenou částku jsou vystaveny riziku. Každopádně offshore bankovní centra, jako je např. ostrov Man, odmítla vyplatit vkladatelům 100 % vložené částky, v případě kolapsu banky. Standardní bankovní instituce vyplácely vždy 100 %, přestože limit na vyplácení, stanovený danou zemí, byl nižší než vložená částka[11]. Tedy využívání offshoreových bank má svá rizika.
- Offshore bankovnictví bylo v minulosti spojováno s šedou ekonomikou a organizovaným zločinem skrze praní peněz.[12] Po 11. září 2001 byly offshore banky a daňové ráje, spolu s clearingovými domy, obviněny z pomoci různým organizovaným zločineckým gangům, teroristickým skupinám a dalším státním či nestátním aktérům. Offshore bankovnictví je však legitimním finančním úkonem, kterého se účastní vystěhovalci i mezinárodní pracovníci.[13]
- Území s offshore bankami jsou často vzdálené, a proto je jejich návštěva finančně nákladná, tudíž může být fyzický přístup, ale i přístup k informacím, obtížný. Tento problém byl do značné míry vyřešen přechodem na internetové bankovnictví.
- Offshore soukromé bankovnictví je obvykle přístupnější pro osoby s vyššími příjmy, a to kvůli nákladům na zřízení a vedení offshore účtů. Jednoduché spořicí účty si však může otevřít kdokoli a vést je s tarifními poplatky, které odpovídají poplatkům v klasických bankovních institucí. Daňové zatížení ve vyspělých zemích tak neúměrně dopadá na středně-příjmové skupiny. Historicky měly daňové škrty tendenci vést k tomu, že vyšší podíl daňových příjmů platily vysokopříjmové skupiny, protože dříve chráněné příjmy se vrací zpět do hlavního proudu ekonomiky[14]. Tento jev dokládá mj. Lafferova křivka.
- Zákon o bankovním tajemství vyžaduje, aby američtí daňoví poplatníci podali hlášení  ministerstva financí na formulář FBAR. Každá osoba nebo subjekt (včetně banky) podléhající jurisdikci Spojených států, který má podíl na jedné nebo více bankách, cenných papírech nebo jiných finančních účtech v cizí zemi, musí předložit FBAR, pokud souhrnná hodnota účtů v kterémkoli okamžiku kalendářního roku překročí 10 000 dolarů.
- Offshore bankovní účty jsou někdy vychvalovány jako řešení každé právní a finanční strategie a strategie na ochranu aktiv, ale tyto výhody jsou často přeceňované.

## Praní špinavých peněz
Mezinárodní měnový fond (IMF) uvádí, že každý rok je propráno mezi 600 miliony dolarů a 1,5 bilionů dolarů nelegálních peněz, což se rovná 2–5 % světové hospodářské produkce. Dnes jsou offshore centra místy, kde se údajně pere nejvíce peněz z prodeje drog; odhaduje se že to je až 500 milionů dolarů za rok, což je více než celkové příjmy 20 % nejchudších lidí. Když připočteme výnosy z daňových úniků, pak částka prudce vystoupá až na 1 bilion dolarů. Dalších několik stovek milionů dolarů pochází z různých podvodů a z korupce. „Tyto offshore centra zaplavené penězi vytváří hustou síť zločinů, podvodů a korupce.“ tak to okomentovala Lucy Komisar citující tyto statistiky.
The New York Times, The Wall Street Journal a The Los Angeles Times odhalily, že vláda Spojených států, hlavně ministerstvo financí a CIA, měla program, který měl přístup ke SWIFT transakční databázi (ta slouží pro bezpečné odesílání a přijímání informací o finančních transakcích) po útocích z 11. září (viz TFTP – trivial file transfer protocol), která snížila hodnotu offshore soukromého bankovnictví.

## Offshore bankovnictví a právo

### Porovnání offshore bankovnictví dle jurisdikcí
Mezi nejoblíbenější offshore finanční centra se řadí oblasti s historicky politickou a ekonomickou stabilitou.  Mezi ta nejoblíbenější, z hlediska celkových vkladů, se řadí Švýcarsko a Kajmanské ostrovy. V dopisu státního zástupce za stát New York, Roberta M. Morgenthaua, který byl zveřejněn v New York Times, se uvádí, že celková částka ve vkladech do 281 bank na Kajmanských ostrovech činí 1,9 miliard amerických dolarů. Oficiální statistiky ale tvrdí, že celková částka byla nižší a tvořila přibližně 1,5 miliard amerických dolarů. I tak se na světě nachází několik dalších daňových rájů. Konkrétně Jersey, Guernsey u francouzského pobřeží a Ostrov Man, ležící u Velké Británie, jsou známé kvůli jejich dobře regulované bankovní infrastruktuře. Některá, dříve úspěšná, offshore území se distancovala od offshore bankovnictví, jelikož to bylo náročné pořádně řídit a regulovat a byly zde tendence k finančním skandálům.

### Regulace uvalené na offshore banky
Během 21. století se údajně zvyšuje počet regulací na sektor offshorového bankovnictví, přesto ale kritici tvrdí, že regulace nejsou dostatečné. Kvalita regulací je pozorně sledována nadnárodními společnostmi, mezi které např. patří Mezinárodní měnový fond (IMF). Po bankovních společnostech je požadováno, aby si udržovaly dostatek kapitálu v souladu s mezinárodními standardy. Alespoň jednou za čtvrt roku musí vykazovat danému regulačnímu orgánu jejich aktuální stav.
Od konce 90. let 20. století, zvláště po událostech 11. září 2001 se zvýšila snaha pozvednout transparentnost offshoreového bankovnictví. I nadále ale někteří kritici, mezi které patří sdružení Attac (Sdružení pro zdanění finančních transakcí a pro občanskou akci) a některé nestátní neziskové organizace trvají na tom, že regulace jsou nedostatečné. Zde je několik příkladů:
- Zpřísnění regulací proti praní špinavých peněz v několika zemích, mezi které patří také populární daňové ráje, vedlo k tomu, že bankéři jsou povinni nahlásit místním úřadům podezření z praní špinavých peněz u jejich klientů, bez ohledu na zákon o bankovním tajemství. Od té doby je více viditelná mezinárodní spolupráce mezi jednotlivými policejními orgány
- V USA zavedla Internal Revenue Service (IRS, interní výnosová služba) požadavky na kvalifikační zprostředkovatele, což znamená, že jména příjemců investic v USA jsou předávány IRS.
- Po událostech z 11. září 2001, USA představila USA PATRIOTIC Act, která zmocňuje americké orgány, aby mohly zabavit majetek banky, u které je podezření, že drží aktiva podezřelého zločince. Podobná opatření byla zavedena i v dalších zemích.
- Evropská unie zavedla sdílení informací mezi některými jurisdikcemi, a vynutila to v případě některých kontrolovaných center, jako například UK Offshore Islands, tak aby informace byly sdíleny, kdyby byly potřebné.

Zákon o bankovním tajemství vyžaduje, aby daňoví poplatníci podali formulář FBAR (zpráva o zahraničním bankovním účtu) pro účty mimo USA, které mají přesah 10 000 dolarů.
FATCA (zákon o dodržování daní ze zahraničních účtů) byl přijat jako zákon v roce 2010 a  zaměřuje se na nedodržování předpisů americkými daňovými poplatníky se zahraničními účty a zaměřuje se na podávání zpráv americkými daňovými poplatníky o zahraničních účtech a offshore aktivech. Také se zaměřuje na zahraniční finanční instituce a finančními účty vedené daňovými poplatníky z USA nebo zahraničními subjekty, u kterých američtí daňový poplatníci drží značný vlastnický podíl.
Joseph Stiglitz, laureát na Nobelovu cenu za ekonomii za rok 2001 a bývalý hlavní ekonom Světové banky řekl v rozhovoru s Lucy Komisarovou, která zrovna vyšetřovala skandál Clearstream:
„Vy se ptáte proč, když regulovaný bankovní sektor má tak důležitou roli, dovolíme neregulovanému bankovnímu sektoru existenci? Vše spočívá v peněžních zájmech, aby k tomu došlo. Není to náhoda; neregulovaný bankovní sektor můžeme kdykoliv zastavit. Říkala jste, že Spojené státy, Spojené království a banky ze zemí G7 se nebudou zabývat offshore bankovními centry, které nevyhovují jejich bankovním regulacím, tyto banky nemohou existovat. Existují pouze, protože se zapojují do transakcí s běžnými bankami.“
V 70. až 90. letech 20. století  bylo pro kohokoliv možné vlastnit vlastní offshore banku; mafián Meyer Lansky to udělal, aby mohl proprat peníze z kasína. Změny v regulacích offshore bankovnictví v 90. letech 20. století ve formě „due diligence“ (právní konstrukce z hlediska opatrnosti) nově umožňují vlastnit offshore bankovní instituce pouze středním až velkým nadnárodním korporacím, které mohou být rodinné.

#### Zákrok Evropy
Ve snaze zpřísnit platby úroků přes hranice, vlády Evropské unie souhlasily s přijetím směrnice o dani z příjmu z úroků ve formě „srážkové daně“ Evropské unie v červenci 2005. Rozsáhlé opatření donutilo evropské klienty bank z offshore center, si vybrat, zda budou platit daň při platbách (penězi, které mají uloženy v offshore bankách), nebo povolit offshore bankám oznamovat informace daňovým úřadům v místě jejich bydliště.
V roce 2013 Rada Evropské unie pro hospodářské a finanční záležitosti prosadila novou direktivu Evropské unie, dle které bankéři ve státech EU budou automaticky sdílet totožnosti a transakční výpisy jejich klientů. Tento akt byl podniknut i dalšími důležitými státy, jako např. Austrálií a Spojenými státy.
Ve dne 27. května 2015 podepsalo Švýcarsko s Evropskou unií dohodu, která sjednotí praktiky švýcarských bank s bankami států Evropské unie. V praxi to ukončí bankovní tajemství, kterým se pyšnily švýcarské banky a z kterého těžili občané Evropské unie. V rámci dohody si Švýcarsko a státy Evropské unie automaticky vyměňují informace ohledně bankovních účtů svých klientů, a to již od roku 2018.

#### Oslabené bankovní tajemství
Od počátku vyšetřování offshore jurisdikcí 2. dubna 2009, Organizace pro hospodářskou spolupráci a rozvoj (OECD), jež se nachází v čele boje proti daňovým únikům, nebude protestovat proti vládám, které zneužívají ukradená data bank, k lokalizaci daňových úniků v offshorových centrech, jako se například stalo v roce 2008 v Lichtenštejnsku. Nedávné sdílení důvěrných bankovních údajů UBS o 285 klientech, podezřelých z úmyslného daňového úniku ze strany Amerického úřadu pro vnitřní příjmy bylo švýcarským federálním správním soudem prohlášeno za porušení švýcarského práva i ústavy země. OECD nicméně odstranila 18 zemí, včetně Švýcarska, Lichtenštejnska a Lucemburska, z takzvané "šedé listiny" zemí, které nenabídly dostatečnou daňovou transparentnost, a přeřadila je do kategorie zemí s "bílou listinou". Zemím, které se tomu nepodřídí, hrozí sankce.
Pozoruhodnou výjimkou je středoamerický stát Panama. Panamský průplav, který spojuje Atlantský a Tichý oceán poskytuje Panamě strategickou výhodu. Průplavem, který byl nedávno rozšířen, nyní mohou proplouvat i zaoceánské lodě a průplav se stal nepostradatelným pro mezinárodní obchod. V blízké budoucnosti je velmi nepravděpodobné, že by se Panama stala obětí mezinárodního nátlaku na transparentnost v bankovním sektoru. Tým žurnalistů si dal za úkol získat data o Panamských offshorech s iniciativou známou také jako Panamské dokumenty.